# لغات بوروندي
تعترف بوروندي بلغتين رسميتين وهما الكيروندية والفرنسية. تتحدث الغالبية العظمى من سكان بوروندي الكيروندية. وتعد الكيروندية اللغة الوطنية للبلاد بموجب ما ينص عليه الدستور البوروندي. بينما تتحدث أقلية كبيرة الفرنسية وتُعد اللغة الثانية لبوروندي كما يتحدث بها المقيمون الأجانب. كما تتحدث أقلية من السكان اللغة السواحلية ولكن لا تحظى بصفة رسمية قانوناً.
تعد بوروندي من الدول الأفريقية القليلة التي يتحدث جميع سكانها تقريباً لغة أصلية واحدة. يتحدث 98% من الشعب البوروندي اللغة الكيروندية حسب أحد التقديرات. جرى تعليم الكيروندية خلال الحكم الاستعماري البلجيكي (1919-1962)، في حين جرى التشجيع على السواحلية خلال فترة الحكم الألماني (1894–1916). عملت الحكومة البوروندية خلال السنوات الماضية على تشجيع استخدام الكيروندية بوصفها وسيلة لتوحيد المجموعات الإثنية المختلفة.
تعد بوروندي جزء من الدول الناطقة بالفرنسية وذلك على خلفية الحكم الاستعماري البلجيكي، حيث تؤدي الفرنسية دوراً مهماً في التعاملات الحكومية والتجارية وتتحدث الطبقات المتعلمة اللغة الفرنسية بطلاقة بنسبة تتراوح بين 3 حتى 10 بالمئة من السكان. تدمج العامية الفرنسية البوروندية ألفاظاً دخيلة من الكيروندية واللينغالا ولغات أخرى.
تعد السواحلية من اللغات المنتشرة الغير حاصلة على اعتراف رسمي، وتنتشر بصورة كبيرة في منطقة البحيرات العظمى الأفريقية. وتستخدم بالأخص في المجال التجاري وترتبط بالأقلية المسلمة وبالهجرة من البلدان المجاورة في شرق أفريقيا.